# Max Croci
Max Croci (né à Busto Arsizio le 11 octobre 1968 et mort à Milan le 8 novembre 2018) est un réalisateur italien.

## Biographie
Max Croci  a commencé sa carrière en 1995 en réalisant des courts métrages. Dans les années 2000, il collabore avec Sky Italia, pour laquelle il a réalisé L'arte dei titoli di testa et Il cinema di carta et la première saison de la comédie Una poltrona per due avec Alessia Ventura (it).
Après avoir produit de nombreux courts métrages documentaires et séries pour la télévision, il réalisé son premier long métrage en 2015 avec Poli opposti (it).

## Filmographie partielle
- 2015 : Poli opposti (it)
- 2016 : Al posto tuo
- 2017 : La verità, vi spiego, sull'amore (it)